# RyanAtlantic
RyanAtlantic är det föreslagna namnet för långdistansflygningar av Ryanair.
RyanAtlantic har sagts komma att erbjuda flyg till USA för så lite som 10 euro i ekonomiklass, och ha låga priser i businessklass för att konkurrera om affärsresenärerna. Destinationer i USA kan omfatta New York, Boston, Chicago, Dallas, Denver, Los Angeles, San Francisco och Las Vegas.
Europeiska flygplatser som skulle kunna ta emot dessa flygningar är enligt uppgift Girona-Costa Bravas flygplats, Birmingham Airport, Dublin Airport, Frankfurt-Hahns flygplats, Glasgow Prestwick Airport, Liverpool John Lennon Airport, London-Stansteds flygplats, Bergamo-Orio al Serios internationella flygplats och Stockholm Skavsta Airport. Vissa av dessa flygplatser (och de flesta andra flygplatser Ryanair flyger till) har inte en tillräckligt lång landningsbana för att hantera långdistanstrafik. Det enda europeiska flygplatser som Ryanair är intresserad av att ha som hubar för långdistansflygningar och som för närvarande är lämpliga är Dublin, Frankfurt-Hahn, Glasgow-Prestwick, London-Stansted, Milano-Bergamo, Stockholm-Skavsta och Liverpool. 
Enligt uppgifter från Ryanair den 4 november 2008 kommer denna trafik kommer att lanseras under vintern eller våren 2010, och ha flygplatserna London-Stansted, Dublin, Frankfurt-Hahn, Stockholm-Skavsta och Milano-Bergamo som nav i Europa. Det kommer nog inte att bli denna tidpunkt som gäller.
Ryanair sa i början av 2013 att satsningen dröjer till tidigast 2017 på grund av att man inte fått tag på lämpliga flygplan.

## Flygplan
Det nya flygbolaget behöver andra större plan än de som Ryanair har idag, Boeing 737-800, vilka har för kort räckvidd. Det pratas om flygplanstyperna Boeing 787 eller Airbus A350, dock är Boeing 787 slutsåld för produktion åtminstone fram till år 2012, och Airbus A350 kommer inte att börja flyga förrän 2013. Långlinjer har höga bränslekostnader och bränslepriserna har gått upp mycket under 2008, vilket kan ställa till problem. Med tanke på bränslepriserna är det mycket viktigt att de kommande flygplanen har låg bränsleförbrukning.